# دهرنال
دهرنال (به انگلیسی: Dhurnal) یک منطقهٔ مسکونی در پاکستان است که در ناحیه چکوال واقع شده‌است. دهرنال ۷۰٬۰۰۰ نفر جمعیت دارد.